# 列日寧湖

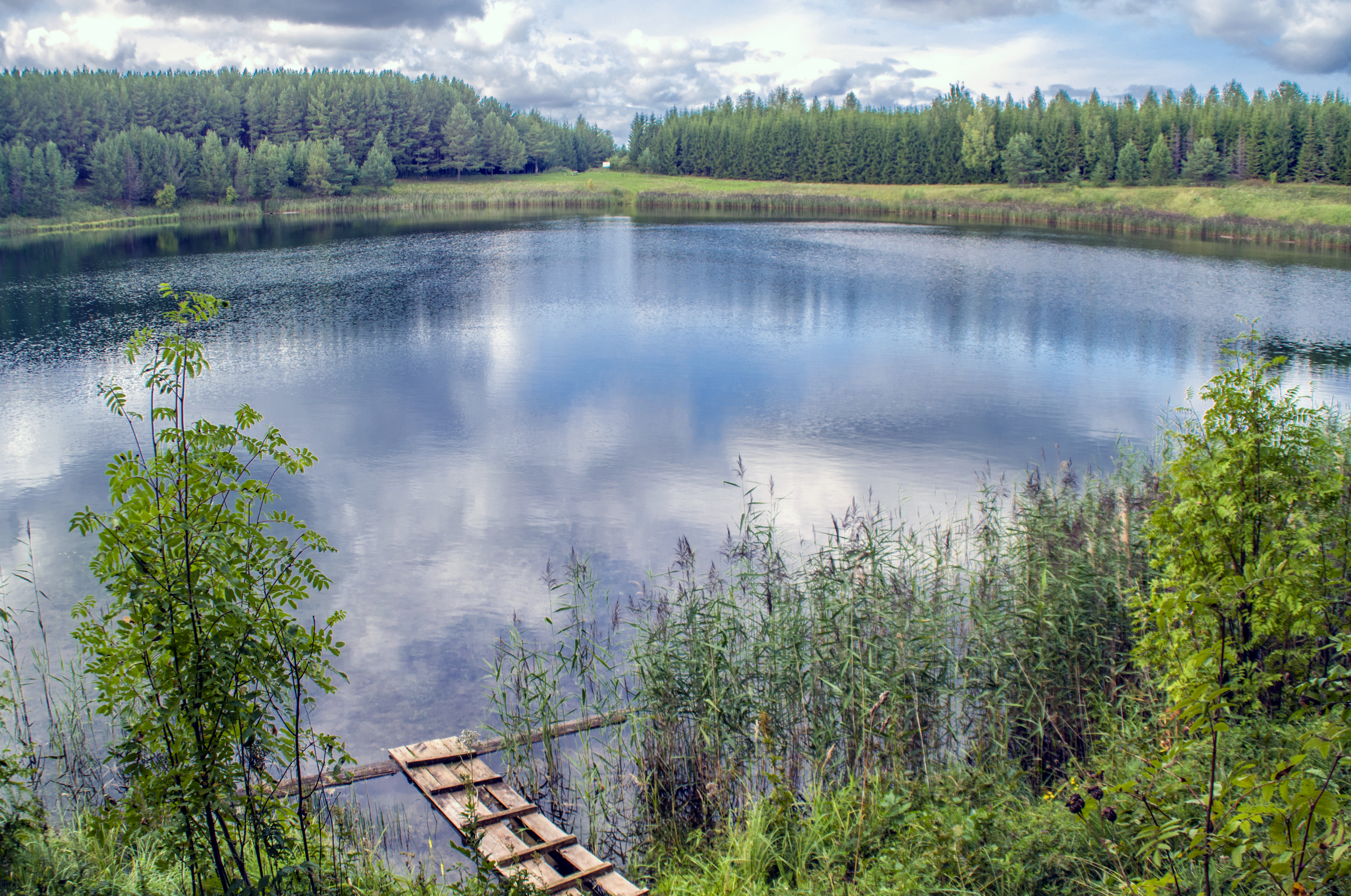

列日寧湖（俄语：Лежнинское озеро）是俄羅斯的湖泊，由基洛夫州負責管轄，該湖長0.25公里、寬0.2公里，面積0.02平方公里，平均水深15米，最大水深36.6米，是狗魚和淡水螫蝦的棲息地。
57°32′09″N 48°35′37″E / 57.5359°N 48.5937°E